# John T. Sladek
Œuvres principales
- Série Thackeray Phin
- Tik-Tok

John Thomas Sladek, né le 15 décembre 1937 à Waverly dans l'Iowa et décédé le 10 mars 2000 à Edina dans le Minnesota, est un écrivain américain de science-fiction et de roman policier réputé pour ses écrits satiriques et ses romans surréalistes.

## Biographie
Après des études d'ingénieur mécanicien, John Thomas Sladek exerce divers petits métiers, puis parcourt l'Europe. Il réside à Londres (Royaume-Uni) dans les années 1960 à l’époque de la New Wave (sous-genre de science-fiction). En bon matérialiste, il se penche sur le paranormal et les sciences occultes dans The New Apocrypha et, sous le nom de James Vogh, écrit Arachne Rising, qui prétend être le récit réaliste de la suppression du treizième signe zodiacal pour prouver la crédulité du public. Il a aussi collaboré avec son ami Thomas M. Disch pour rédiger The House that Fear Built (sous le pseudonyme de Cassandra Knye) et le thriller satirique Black Alice sous le nom de Thom Demijohn.
John Thomas Sladek quitte le Royaume-Uni pour s'installer au Minnesota en 1986, où il réside jusqu'à sa mort en 2000 d’une maladie pulmonaire.

## Romans
Son premier roman, publié à Londres par Gollancz sous le titre The Reproductive System et aux États-Unis sous celui de Mechasm, a pour sujet le projet de construction de machines qui construisaient des copies d’elles-mêmes, échappant et à leurs créateur et menaçant l’humanité. Dans The Müller-Fokker Effect, une tentative d’enregistrer la personnalité des humains tourne mal, ce qui permet à l’auteur d’ironiser à propos du monde des affaires, de la religion, du patriotisme et des magazines pornographiques entre autres marchandises. Roderick et Roderick at Random sont des variations classiques sur le monde vu par un Candide qui n’est rien d’autre ici qu’un robot. Le thème des robots est à nouveau abordé de façon plus pessimiste dans Tik-Tok, où un robot sociopathe enfreint les lois de la robotique si chères à Asimov. Ce roman a obtenu le prix British Science Fiction du meilleur roman 1983. Dans le roman satirique Bugs, un rédacteur technique (profession de John Thomas Sladek durant quelques années) participe à l’élaboration d’un robot qui sombre dans la folie.
Dans le domaine du roman policier il crée le détective amateur Thackeray Phin, qui tient à la fois de Sherlock Holmes et du père Brown. Héros excentrique, Phinn se spécialise dans la résolution d'énigmes de chambre close, notamment dans L'Invisible Monsieur Levert (Invisible Green, 1977), où le major Stokes, ancien membre d'un cercle passionné par les crimes sophistiqués et obsédé par les espions et les communistes, est découvert mort dans des toilettes fermées de l'intérieur, le sol de la maison, saupoudré de talc, ne révélant aucune trace de pas.
John Thomas Sladek est aussi connu pour ses parodies d’auteurs de science-fiction, tels que Isaac Asimov, Arthur C. Clarke et Cordwainer Smith.

## Œuvre

### Romans

#### Science-fiction
- Mechasme, OPTA, coll. « Anti-mondes » no 16, 1972 ((en) The Reproductive System, 1968)Paru également sous le titre Mechasm. Réédition sous le titre Mécasme, Presses-Pocket no 5050, 1979
- L'Effet Müller-Fokker, OPTA, coll. « Anti-mondes » no 16, 1974 ((en) The Müller-Fokker Effect, 1970)
- (en) Roderick, 1980
- (en) Roderick at Random, 1983
- Tik-Tok, Denoël, coll. « Présence du futur » no 419, 1986 ((en) Tik-Tok, 1983)Prix British Science Fiction du meilleur roman 1983
- (en) Bugs, 1989

#### Romans policiers

##### SérieThackeray Phin
- L'Aura maléfique, Fleuve noir, coll. « Engrenage », no 133, 1985 ((en) Black Aura, 1974)Réédition, Clancier-Guénaud, coll. « Série 33 » no 7, 1988
- L'Invisible Monsieur Levert, PAC, coll. « Red Label », 1979 ((en) Invisible Green, 1977)Réédition, Clancier-Guénaud, coll. « Polars » no 25, 1987

### Nouvelles

#### Recueils de nouvelles
- Un garçon à vapeur, OPTA, coll. « Nebula » no 14, 1977 ((en) The Steam-Driven Boy, 1973)
- (en) Keep the Giraffe Burning, 1977
- (en) Alien Accounts, 1982
- (en) The Lunatics of Terra, 1984 (contenant An Explanation for the Disappearance of the Moon paru en français dans le revueil Univers 1984)
- (en) Maps: The Uncollected John Sladek, 2002Thackeray Phinn intervient dans quelques nouvelles de ce recueil

#### Nouvelles isolées
- Rapport sur la migration du matériel éducatif ((en) A Report on the Migration of Educational Materials, 1968)
- La Première Enquête de Thackeray Phin ((en) By an Unknown Hand, 1972)Publiée dans la revue Polar, hors-série no 2, 1981 ; réédition dans Petits Crimes impossibles, Le Masque, coll. « Grands Formats », 2002
- La Dernière Chambre close ((en) The Locked Room, 1972)Publiée dans Vingt mystères de chambres closes, Terrain Vague, coll. « Bibliothèque de l'insolite », 1988
- Les Véritables Chroniques martiennes ((en) The Real Martian Chronicles, 2010)Publiée dans Fiction no 18, 2014

### Autres ouvrages
- (en) The New Apocrypha, 1973
- (en) Arachne Rising, 1977
- (en) The Cosmic Factor, 1978

### Sources
- Claude Mesplède (dir.), Dictionnaire des littératures policières, vol. 2 : J - Z, Nantes, Joseph K, coll. « Temps noir », 2007, 1086 p. (ISBN 978-2-910-68645-1, OCLC 315873361), p. 792-793.